# Efeito Thatcher

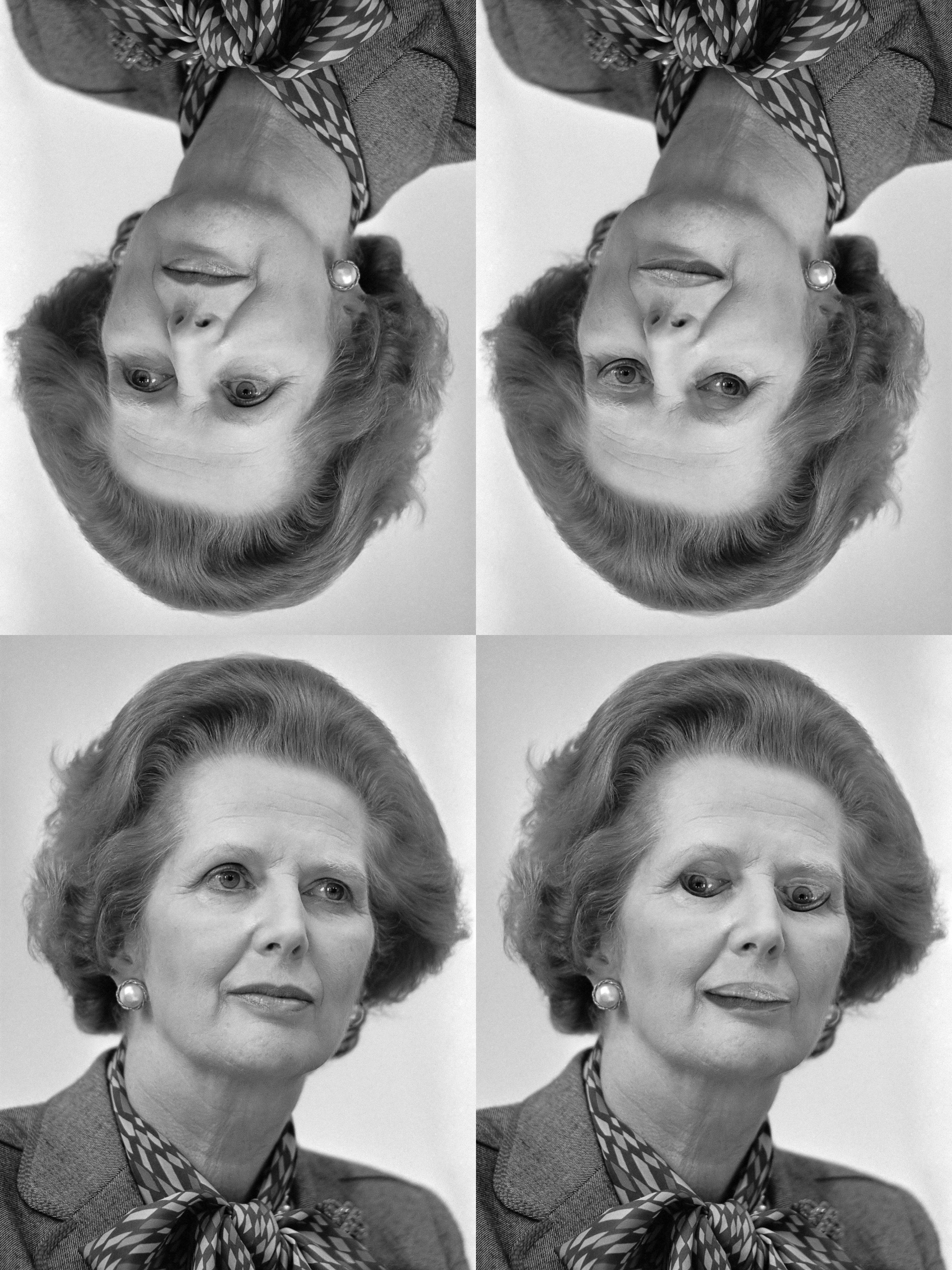
O efeito Thatcher.

O efeito Thatcher ou ilusão Thatcher é um fenômeno onde se torna difícil de detectar alterações locais em um rosto de cabeça para baixo, apesar de alterações idênticas serem óbvias quando a face está em posição vertical. O nome do efeito provém da ex-primeira-ministra britânica Margaret Thatcher, cuja fotografia tem sido a mais famosa e usada para demonstrar a ilusão. O efeito foi originalmente criado por Peter Thompson.
A ilusão é ilustrada por duas fotos originalmente idênticas, que são invertidas. A segunda foto é obviamente alterada para que os olhos e a boca estejam invertidos verticalmente, embora as alterações não sejam imediatamente óbvias até que a imagem seja posta na orientação normal.
Acredita-se que essa ilusão acontece devido a processos psicológicos específicos envolvidos na percepção do rosto, que são ajustados especialmente para faces em posição vertical. Para o cérebro, os rostos parecem únicos, apesar do fato de eles serem muito parecidos. Essa hipótese explica que nós desenvolvemos processos específicos para diferenciar as diferentes faces humanas, que dependem tanto da configuração (a relação estrutural entre as características individuais da face), como dos detalhes e características individuais do rosto, tais como os olhos, nariz e boca. Quando um rosto está de cabeça para baixo, o processamento configural não pode ocorrer e diferenças pequenas são mais difíceis de serem detectadas.
Este efeito não acontece com pessoas que têm algumas formas de prosopagnosia, uma desordem em que a percepção do rosto é prejudicada, geralmente adquirida após uma lesão ou doença cerebral. Isto sugere que lesões cerebrais específicas podem danificar o processo que analisa as estruturas faciais.
O macaco-rhesus também apresenta o efeito Thatcher, levantando a possibilidade de que alguns mecanismos cerebrais envolvidos no processamento de rostos pode ter evoluído de um ancestral comum há 30 milhões de anos.
Os princípios básicos do efeito Thatcher na percepção facial também têm sido aplicados ao movimento biológico. A inversão local de pontos individuais é difícil e, em alguns casos, quase impossível de se reconhecer quando toda a figura é invertida.